# 楠淳生
楠 淳生（くす あつお、1957年〈昭和32年〉8月16日 - ）は、オフィスキイワードに所属するフリーアナウンサー で、元・朝日放送（ABC）アナウンサー。

## 来歴・人物
和歌山県田辺市出身、和歌山県立田辺高等学校から関西学院大学経済学部へ進学。高校時代には、バスケットボールの選手としてインターハイにも2回出場した。
大学4年生だった1980年に、当時新卒の学生にしか門戸を開いていなかった在阪放送局のアナウンサー試験に挑戦。よみうりテレビの最終試験に残った ものの、どの局からも採用されなかった。一時は他の地方の放送局のアナウンサー試験を受けることも考えたが、「在阪局のアナウンサーでなければ、大きな活躍はできない」と一念発起。大学に籍を残したまま、翌1981年に改めてアナウンサー試験へ挑戦したところ、朝日放送に採用された。同局を志望したのは、当時のスポーツアナウンサー・植草貞夫が1979年の第61回全国高等学校野球選手権大会3回戦・箕島対星稜延長18回テレビ中継の実況で発した「甲子園に奇跡は生きていました」という一言に感銘を受けたことによる。
朝日放送への入社後は、植草の後を追いながら、長年にわたってスポーツアナウンサーとして活動。その一方で、若手時代の1980年代中盤には、ABCラジオの深夜番組『ABCヤングリクエスト』『☆☆倶楽部』『ABCラジオジラ』『ABCラジオファンキーズ』でパーソナリティを務めた。特に、当時の同僚アナウンサー・大岩堅一との「ケンクス・コンビ」で『☆☆倶楽部』『ABCラジオジラ』『ABCラジオファンキーズ』に出演していた時期には、『月刊ラジオパラダイス』のパーソナリティ人気投票で最高12位（1988年5月号）を記録するなど人気を博した。
1980年代後半以降は、もっぱらスポーツ中継の実況・リポーターや定時ニュースを担当。朝日放送の関連会社・スカイ・Aでも、ライスボウル（アメリカンフットボール日本選手権）の中継で長年にわたって実況を務めたほか、太田元治・赤江珠緒（いずれも当時の同僚アナウンサー）と共に『全部見せます 番外編』（プロゴルファーの指導によるゴルフのレッスン番組）へ出演している。
2009年4月からは一時、スポーツアナウンサーの活動と並行しながら、ABCラジオの番組で再びパーソナリティを担当。『楠淳生のABCフレッシュアップボックス』『楠淳生のやんちゃな!weekend』『野球にぴたっと。』『有修・楠の任せんかい』などに出演していた。
その一方で、スポーツアナウンサーとして新しい実況スタイルを研究すべく、社会人学生として大阪経済大学大学院の経営情報研究科へ進学。2014年には、「スポーツアナウンスにおける予測実況と累積実況の提案」という論文 で、修士（経営情報学）の学位を取得した。2016年3月30日には、その成果に実況・取材での経験談を加味した自身初の著書『眠れないほど面白い野球の見方』を、三笠書房から刊行した。
朝日放送では、2010年4月から「ゼネラルアナウンサー」として活動していた。しかし、2017年の誕生日で定年（60歳）に達したことから、同年2月1日付で嘱託アナウンサーへ移行。2017年度も、プロ野球中継の実況・リポーターや、（宿直勤務分を含む）定時ニュースを引き続き担当していた。
朝日放送の定年年度末に当たる2018年3月31日付で、同局を退社。『ABCフレッシュアップベースボール』（ABCラジオのプロ野球中継）公式サイトの「実況アナウンサーページ」でも、2017年度まで掲載されていた楠のプロフィールが、2018年3月上旬の更新（2018年度版の公開）を機に削除された。朝日放送は2018年度（2018年4月1日）から朝日放送グループホールディングスの下でテレビ・ラジオ放送事業の分社（現職のアナウンサーが新会社の朝日放送テレビへ所属する）体制へ移行したため、楠は分社化までの期間で最後に朝日放送を退職したアナウンサーに当たる。
朝日放送からの退社後は、フリーアナウンサーとしてオフィスキイワードへ所属。古巣の朝日放送ラジオ（朝日放送からラジオ放送事業を承継した新会社）が制作する『楠淳生のLET'S GOアスリート』（毎週月曜日19:30 - 20:00）のパーソナリティを退社の2日後（4月2日）から務めるほか、スポーツ中継の実況にも引き続き携わる。

## スポーツ中継での主な実績（朝日放送アナウンサー時代）
プロ野球では、テレビ・ラジオとも、主に阪神タイガース戦の中継で実況。オリックス・バファローズ戦では、ビジターチームの地元局向けラジオ中継を中心に、実況を担当することもある。全国高等学校野球選手権大会中継では、1984年の第66回全国大会2回戦・弘前実業対唐津商業戦を皮切りに、30年以上にわたって実況を続けている。
- 1992年（平成4年）5月27日の阪神対大洋戦はABCとリレーナイターでのサンテレビで実況を務め、サンテレビの史上2番目に長い23:41までの中継を全うした。
- 1996年の第78回全国高等学校野球選手権大会2回戦・海星対早稲田実業戦中継では、海星によるサヨナラ勝ちの瞬間を伝えた。
- アトランタ夏季五輪（1996年）ではバスケットボール中継、長野冬季五輪（1998年）ではアイスホッケーなどの中継で実況を担当した。また、アジア競技大会の柔道中継や、ラジオのバレーボール中継で実況を務めたこともある。
- 大阪近鉄バファローズのパシフィック・リーグ制覇がかかっていた2001年9月26日の対オリックス・ブルーウェーブ戦（大阪ドーム）では、スカイ・Aの中継で実況を担当（解説：和田徹）。9回裏に大阪近鉄の北川博敏がオリックスのクローザー・大久保勝信から代打逆転サヨナラ満塁優勝決定本塁打を放った際には、北川がダイヤモンドを一周する間に、「（打球が）左中間へ行ったぞ！行ったぞ！行ったぞ！ 今年の近鉄何かが起こった！  なんと！逆転！サヨナラ！満塁！ホームラ～ン！ 代打北川！ これ以上の出来事はない大阪ドーム！  帽子を投げ捨てた北川！  （近鉄のベンチに控えていた4番打者の）中村走った！ 北川を出迎えた!!  （北川よ）しっかりと（ホームベースを）踏め！しっかりと踏めよ！ちゃんと踏めよ！ホ～ムイ～ン！ 今年の近鉄何かが起こりました！3点ビハインドから神がかり！」と一気に絶叫している。

その一方で、福本豊が朝日放送の野球解説者に就任してからは、福本とのコンビで臨んだ阪神戦の実況中継で数々の珍事に遭遇（詳細は福本豊#語録を参照）。スポーツ中継以外では、上岡龍太郎が司会を務めた生放送の特別番組（ABCテレビ）で、上岡唯一の弟子・大空テントの十八番である「人間パチンコ」の一部始終を実況したこともある。

### 新たな実況スタイルの研究と提唱
「野球知識の師」と仰いでいる同郷（和歌山県出身）のノンフィクション作家・佐山和夫や、日本屈指のメジャーリーグ（MLB）通であった伊東一雄からの勧めで、1994年に朝日放送の在外研修（インターンシップ）制度でMLBのシアトル・マリナーズへ派遣された。派遣期間がMLB選手会のストライキによる公式戦の中断期間と重なったため、1シーズン（半年間）の予定だった研修が4ヶ月間に短縮されたものの、8月11日のマリナーズ対オークランド・アスレチックス戦（セーフコ・フィールド）で1イニング限定ながら英語で実況。研修期間の終了後も、他のプロスポーツ（バスケットボールやアメリカンフットボールなど）の現場取材や、ローカルテレビ局への勤務を経験した。帰国後のスポーツ実況でも、このような経験を背景に、現地で定着しているスポーツ用語や表現を交えることがある。
さらに、大阪経済大学大学院での研究活動を通じて、野球中継の実況で最低限伝えるべき要素を「状況設定コメント」「予測実況」「素描」「累積実況」に分類。その後に発表した学術論文や著書では、「『状況設定コメント』と（鋭い反射神経を求められる）『素描』の維持・上達・更新を絶えず心掛ける」という姿勢を持つことを前提に、「プレーや局面に応じて『予測実況』や『累積実況』をはさみ込む」という実況スタイルを提唱している。2017年2月3日には、大学院在学中の指導教官だった中村健二（大阪経済大学准教授）との共著書『野球と実況中継』を、自身2冊目の著書として彩流社から刊行した。
- 「予測実況」については、北川が代打逆転サヨナラ満塁優勝決定本塁打を放った際の自身の実況（前述）を、「実況アナウンサーと中継ディレクターによる『実況と映像のコラボレーション』がうまく行った例」として提示。「北川が打席へ入った直後に、大阪東通（当時）のディレクターとしてテレビ中継車に乗っていた福家雅明（元・阪神および近鉄投手）の指示で、一塁　→　二塁　→　三塁のズームアップ映像が次々と（実況席のモニター画面に）映し出された。その映像ですべての塁上に走者がいる光景を見た瞬間に、『満塁本塁打が出たら（近鉄から見て）3点ビハインドの展開がひっくり返る』という予測が『降りてきた（頭に浮かんだ）』ので、意を決して（中村がナインを鼓舞する目的でよく口にしていた）『今年の近鉄、何かが起こる』という言葉を連呼した」と述べている[15]。

## 人物
- 朝日放送のスポーツアナウンサー時代には、「阪神ファン」であることを自称。「『公正中立』ほどプロ野球の実況にそぐわないものはない」という持論を背景に、部下のスポーツアナウンサーには、「関西ローカルの阪神戦中継で実況する場合には、『阪神びいき』に徹してナンボ。阪神が負けた場合には、『（実況で）ひいきしている阪神に勝つことは本当にすごい』と相手球団のファンに思われるように、相手の球団を褒めれば良い」というアドバイスを常に送っている[16]。
- 中学生時代には野球部へ所属していたが、高校への進学を機にバスケットボールへ転向した。地元の紀南地区にある田辺市に市営球場が落成したことを記念する試合で、中学校の先輩などで構成されていた地元のオールスターチームが、尾藤公率いる箕島高校に大敗したシーンを目の当たりにしたことが転機になったという。高校では、1971年の和歌山国体を機に大阪から招聘したバスケットボールの名将・二杉茂の下で、2年生の夏から3季連続で全国大会へ出場[17]。前述した星稜対箕島戦のテレビ中継をきっかけにスポーツアナウンサーを志すと、朝日放送への入社後に、高校野球の中継・関連番組で尾藤とたびたび共演した。
- 阪神を舞台にした2002年公開の実写映画『ミスター・ルーキー』（朝日放送が製作に出資した作品）には、クライマックスである最終決戦の中継シーンに、田淵幸一とのコンビで実況アナウンサー役で登場。2013年10月5日には、阪神対巨人（甲子園）の終了後に開かれた桧山進次郎（阪神外野手）の現役引退セレモニーで司会を務めた。
- 今岡誠が阪神の主力選手だった時期には、ヒーローインタビューの担当者として今岡のインタビューを任された際に、当意即妙のやり取りで阪神ファンを沸かせた。楠自身は、今岡が現役を退いた現在でも、「『インタビュアーが安心して（言葉の）パスを出せる』という意味で、球界随一のコメントのゴールメーカー」という表現で今岡の対応を高く評価している[18]。
- 『野球と実況中継』の初版を刊行した2017年2月時点では、スポーツアナウンサーとしての活動と並行しながら、大阪バスケットボール協会の評議員や野球殿堂博物館競技者表彰委員会の幹事を務めている[19]。

## 出演番組

### 現在（フリーアナウンサー転身後）

#### テレビ
- Tigers-ai制作のCS放送向け阪神ホームゲーム中継（朝日放送アナウンサー時代から実況やベンチリポートを担当）
- 全国高等学校野球選手権和歌山大会中継（テレビ和歌山、2018年の第100回記念大会から実況を担当）
- Tリーグ実況中継（ひかりTVチャンネル/dTVチャンネル、2020-21シーズンから）

#### ラジオ
- 楠淳生のLET'S GOアスリート（朝日放送ラジオ、2018年4月2日 - 、毎週月曜日19:30 - 20:00）

局アナ時代に担当していた「おはようアスリート」の後継番組で時間を拡大したもの。
「おはようアスリート」「LET'S GOアスリート」とも、関西にゆかりのあるスポーツ選手・指導者を前後編の2週間を基本（まれに1週のみ、ないしは延長戦と位置付けた3週間ゲストもいる）としてゲストに招いてのトーク番組。

### 過去

#### 朝日放送アナウンサー時代

##### テレビ
- ABC NEWS（不定期、プロ野球シーズン中も担当）
- スーパーベースボール・サンテレビボックス席日曜ナイター（実況・ベンチリポート・ヒーローインタビュアーを担当）

※ANN系列全国ネット中継（現在の『スーパーベースボール』）では、長年にわたって、阪神対巨人戦の実況を担当していた。ゼネラルアナウンサーへの移行後は、巨人戦以外のローカル中継を中心に実況。BS朝日へ裏送り向けに、オリックス対巨人戦の実況を担当することもあった。
※朝日放送を退職する2018年3月には、同局が制作する阪神戦中継へ出演せず、系列会社のスカイ・エー向けオープン戦（11日の阪神対巨人戦＝甲子園）中継で実況を担当した。
- アトランタ夏季五輪（バスケットボール中継で実況を担当）

※テレビ朝日系列局のスポーツアナウンサー代表としてジャパンコンソーシアムへ派遣されたが、派遣期間中に現地で発生した爆破事件の取材や、野球競技関連のリポートも朝日放送向けに担当した。
- 長野冬季五輪（アイスホッケーなどの中継で実況を担当）
- 河島英五の飛べドンマイ野郎（放送時期・時間不詳）

以下の番組は、いずれもskyAで放送。
- ライスボウル・アイスホッケー中継（実況）
- 全部見せます 番外編
- FOX SPORTS ジャパン BASEBALL CENTER（2013年 - 2014年）・J SPORTS STADIUM（ -2012年）、・パ・リーグTV（オリックス・バファローズ主催ゲーム）

##### ラジオ
- ABCニュース（不定期、プロ野球シーズン中も担当、一時は「ニュースデスク」として出演）
- ☆☆倶楽部TheGANG[1]
- ABCラジオジラ金曜日（『☆☆倶楽部』を事実上移行）[1]
- ABCラジオファンキーズ月曜日（1987年10月 - 1988年3月）

以上の番組には、いずれも大岩とのコンビで出演。
- ABCフレッシュアップベースボール

※2017年までは朝日放送のアナウンサーとして、主に阪神戦中継で実況やベンチリポートを担当。ABCラジオでは放送されない（他局への裏送り扱いの）オリックス戦中継にも、随時出演していた。
※楠が実況・福本が解説者として出演する阪神戦中継は、居酒屋にいるかのような脱線トークやユーモラスな発言が頻出することから、「居酒屋中継」という異名で野球ファンに広く知られている（前述）。
- 全国高校野球選手権大会中継

朝日放送時代には、テレビ・ラジオとも、2017年まで実況・インタビュアーを担当していた。フリーアナウンサー転身後の2018年には中継を離れていたが、2019年にラジオ限定で実況を再開した後に2021年で勇退。
- ABCヤングリクエスト（1984年・1985年に木曜パーソナリティを担当）
- 中西清起のマンデースポーツ - 楠の部下であった赤江珠緒（現在はフリーアナウンサー）と共に進行を担当。
- 楠淳生のABCフレッシュアップボックス
- 楠淳生のやんちゃな!weekend
- フレッシュアップベースボール 野球にぴたっと。（2010年）
- 武田和歌子の野球にぴたっと。（2010年から2016年までの『ABCフレッシュアップベースボール』前座番組、実況・ベンチリポーター担当日を中心に出演）
- スポーツにぴたっと。→　武田和歌子のぴたっと。後半戦（2010 - 2015年度のナイターオフ番組、不定期）
- 有修・楠の任せんかい
- 楠淳生のちょびっと（2016年2月15日 - 17日）
- ドッキリ!ハッキリ!三代澤康司です（2016年12月19日[20]）
- 堀江政生のほり×ナビ（2016年度のナイターオフ番組）

※スポーツ関連のニュース・企画を放送する第1部（18時台）に不定期で出演
- 楠淳生のおはようアスリート（2016年10月2日 - 2017年3月、毎週日曜日7:45 - 8:00）
- 赤江珠緒 たまむすび（TBSラジオ）

※赤江がフリーアナウンサーとしてパーソナリティを務めている縁で、朝日放送アナウンサー時代の2016年4月14日・2017年3月16日に「おもしろい大人」（15時台のゲストコーナー）へ出演。フリーアナウンサー転身後の2019年4月25日・6月13日放送分（いずれも木曜日）では、全編で赤江のパートナーを務めた。
以下の番組には、前述した著書のPRを兼ねてゲストで出演。
- PAO～N（KBCラジオ、2016年4月14日[22]）
- バリシャキNOW（RCCラジオ、2017年2月27日[23]）

#### フリーアナウンサーへの転身後
- 桑原征平粋も甘いも（ABCラジオ、2018年5月9日）

※「征平の1時の一字」（13時台のコーナー）にゲスト出演。朝日放送のアナウンサー時代にも、シフト勤務の一環で、番組内の『ABCニュース』を随時担当していた。

## 著書
- 眠れないほど面白い野球の見方（2016年3月30日初版発売、出版：三笠書房、ISBN 978-4837967811）
- 野球と実況中継（2017年2月3日初版発売、出版：彩流社、ISBN 978-4779170843）